# Лопуд (Дубровник)
42°41′ пн. ш. 17°56′ сх. д. / 42.69° пн. ш. 17.94° сх. д.
Лопуд (хорв. Lopud) — населений пункт у Хорватії, у Дубровницько-Неретванській жупанії у складі міста Дубровник.

## Населення
Населення за даними перепису 2011 року становило 249 осіб.
Динаміка чисельності населення поселення: